# Lorg
Laurent Gillain (* 30. April 1956; † 25. November 2022) war ein belgischer Comiczeichner.

## Leben
Laurent Gillain ist das jüngste Kind von Joseph Gillain und Annie Rodric. Als sein Vater Der rote Korsar übernahm, konnte er die Tuschzeichnungen ausführen. Er zeichnete das Cover einer Episode von Valhardi, die zu Lebzeiten seines Vaters nie als Album veröffentlicht wurde. Schließlich überarbeitete er Christophe Colomb für eine Neuausgabe.